# Aracelli, Meu Amor
Aracelli (sic), meu amor é um romance reportagem, de 1976, de autoria do escritor e jornalista José Louzeiro, que foi censurado durante a ditadura militar a pedido dos advogados dos acusados. Araceli Cabrera Crespo, símbolo do Dia Nacional de Combate ao Abuso e Exploração Sexual de Crianças e Adolescentes, tem o seu nome manchado de sangue há 47 anos pela impunidade no Brasil. Aos 8 anos de idade, em 18 de maio de 1973, a menina Araceli foi estuprada e assassinada. Em 2000, no governo Fernando Henrique Cardoso, o dia do assassinato de Araceli transformou-se em símbolo do combate ao abuso e exploração sexual de crianças e adolescentes, mas os assassinos continuaram impunes.